# Witzleben (Familienname)
Witzleben ist ein deutscher Familienname.

## Herkunft und Bedeutung
Witzleben ist ein Herkunftsname für einen Bewohner aus Witzleben.

## Namensträger
- Adam Ernst Rochus von Witzleben (1791–1868), oldenburgischer Kammerherr, Oberstallmeister und Geheimer Rat
- Adam Heinrich von Witzleben (1673–1751), Kommandant der Burg Gutenfels und Obristwachtmeister
- Adam Levin von Witzleben (1688–1745), dänischer Geheimer Rat und Hofrat
- Adam Levin von Witzleben der Jüngere (1721–1766), dänischer Offizier und Erneuerer der Rittergüter Hude und Elmeloh
- Alexander von Witzleben (* 1963), deutscher Manager
- Arthur von Witzleben (1835–1905), deutscher Politiker
- August von Witzleben (General) (1808–1880), preußischer Generalleutnant und Militärschriftsteller
- Benno von Witzleben (1808–1872), sächsischer Generalleutnant
- Cäsar von Witzleben (1823–1882), deutscher Historiker, Archivar und Redakteur
- Christian von Witzleben (1358–1394), Bischof von Naumburg-Zeitz von 1381/1382 bis 1394
- Christoph Burckhard von Witzleben (1687–1732), dänischer Kammerjunker, Landrat und Jägermeister
- Eduard von Witzleben (1850–1920), preußischer Generalmajor
- Elisabeth von Witzleben (1905–1992), deutsche Kunsthistorikerin
- Eric von Witzleben (1847–1919), preußischer Generalmajor und Rechtsritter des Johanniterordens
- Erik von Witzleben (1884–1958), Bundessprecher der Landsmannschaft Westpreußen und Namensgeber der Erik-von-Witzleben-Stiftung
- Erwin von Witzleben (1881–1944), deutscher Heeresoffizier, zuletzt Generalfeldmarschall und Oberbefehlshaber West
- Ferdinand von Witzleben (1800–1859), preußischer Generalleutnant
- Friedrich von Witzleben (1802–1873), preußischer Kammerherr und ab 1861 Schlosshauptmann von Schloss Rheinsberg
- Friedrich Hartmann von Witzleben (1722–1788), sachsen-weimarscher Wirklicher Geheimer Rat und Oberhofmarschall
- Friedrich Karl von Witzleben (1864–1947), deutscher Generalleutnant und Direktor des Hauptversorgungsamtes Berlin
- Friedrich Ludwig von Witzleben  (1755–1830), Staatsrat und Generaldirektor der Domänen, Forste und Gewässer in Hessen, zuletzt Geheimer Staatsminister in Hessen
- Friedrich Wilhelm von Witzleben (1714–1791), sächsischer Rittergutsbesitzer sowie sachsen-weißenfelsischer Oberhofmeister
- Georg Hartmann von Witzleben (1766–1841), preußischer Geheimer Regierungsrat, Erbadministrator der Klosterschule Roßleben
- Hans Heinrich von Witzleben (1713–1771), von 1754 bis 1763 Kreishauptmann des Leipziger Kreises
- Hartmann von Witzleben (1805–1878), deutscher Politiker
- Heinrich von Witzleben-Alt-Doebern (1854–1933), seit 1905 Mitglied des Preußischen Herrenhauses
- Heinrich Günther von Witzleben (1755–1825), preußischer Generalmajor und Rittergutsbesitzer
- Hermann von Witzleben (Kammerherr) (1816–1890), deutscher Gutsbesitzer und Kammerherr
- Hermann von Witzleben (Generalmajor, 1864), deutscher Generalmajor
- Hermann von Witzleben (Generalmajor, 1892), deutscher Generalmajor
- Huberta Sophie von Witzleben  (1921–2009), deutsche Journalistin und Schriftstellerin, siehe Uta von Kardorff
- Irmgard von Witzleben (1896–1944), deutsche Künstlerin und Gegnerin des Nationalsozialismus
- Job von Witzleben (Generalleutnant) (1783–1837), Kriegsminister Preußens
- Job von Witzleben (Generalmajor) (1813–1867), Ulan der Preußischen Armee
- Job von Witzleben (Marineoffizier) (1859–1923), deutscher Marineoffizier
- Job von Witzleben (Oberst) (1916–1999), deutscher Offizier der Wehrmacht und der Nationalen Volksarmee
- Johannes Theodor von Witzleben (1831–1879), dänisch-deutscher Schauspieler
- Karl August von Witzleben (1773–1839), Pseudonym A. von Tromlitz, deutscher Schriftsteller
- Konstantin von Witzleben (1784–1845), preußischer Generalleutnant und Kommandant von Glatz
- Margarethe von Witzleben (1853–1917), Begründerin der Schwerhörigenbewegung in Deutschland
- Max von Witzleben (1812–1888), preußischer Generalmajor
- Maximilian von Witzleben (1803–1861), deutscher Amtmann
- Monika von Witzleben (* 1968), deutsche Schauspielerin
- Rochus von Witzleben (1758–1826), dänischer Kammerherr
- Walther von Witzleben (1865–1949), deutscher Generalmajor
- Wolf-Dietrich von Witzleben (1886–1970), deutscher Unternehmer, Wehrwirtschaftsführer, Aufsichtsratsvorsitzender der Siemens & Halske AG und der Siemens-Schuckertwerke
- Wolf Dietrich Arnold von Witzleben (1627–1684), kursächsischer Obersteuereinnehmer